# Surses
Surses é uma comuna da Suíça, situada na região de Albula, no cantão de Grisões. Tem 324 km² de área e sua população em 2018 foi estimada em 2.356 habitantes.
Foi criada em 1 de janeiro de 2016, a partir da fusão das antigas comunas de Bivio, Cunter, Marmorera, Mulegns, Riom-Parsonz, Salouf, Savognin, Sur e Tinizong-Rona.